# 王怀隐
王怀隐（925年—997年），又名怀德，宋州睢阳（今河南商丘县南）人。初为道士，善医学。太平兴国初，奉诏归俗，官尚药奉御，三迁至翰林医官使，奉诏编类《太平圣惠方》。编后数年卒。

## 外部連結
- 太平聖惠方 （页面存档备份，存于） 中藥方劑像數據庫  (香港浸會大學中醫藥學院) （中文）（英文）